# 1642 au théâtre
| Années du théâtre : 1639 - 1640 - 1641 - 1642 - 1643 - 1644 - 1645    |
| Décennies du théâtre : 1610 - 1620 - 1630 - 1640 - 1650 - 1660 - 1670 |

## Événements
- 2 septembre : en Angleterre, un décret du Long Parlement ordonne la cessation de toute représentation théâtrale publique ; les théâtres de Londres, publics ou privés, doivent fermer leurs portes, et les troupes itinérantes de province cesser leurs activités[1].
- À Paris, le roi Louis XIV ordonne que la « troupe des Grands Comédiens » de l’Hôtel de Bourgogne soit renforcée par le transfert de six comédiens de la troupe du Marais.
- Le médecin parisien Bertrand Hardouin de Saint-Jacques, qui joue depuis 1634 sous le nom de Guillot-Gorju les médecins et apothicaires burlesques au théâtre de l'Hôtel de Bourgogne, revient à sa profession initiale de médecin.

## Pièces de théâtre publiées
- Gabriel Gilbert, Téléphonte. Tragi-comédie, Paris, Toussaint Quinet.
- Nicolas Mary, Les Galantes vertueuses : histoire véritable et arrivée de ce temps pendant le siège de Thurin, tragi-comédie, Avignon, J. Piot (Lire en ligne).

## Pièces de théâtre représentées
- décembre : La Mort de Pompée, tragédie de Pierre Corneille, Théâtre du Marais, Paris.

## Naissances
- 18 février : Marie Desmares, dite Mademoiselle de Champmeslé, actrice et tragédienne française, morte le 15 mai 1698.
- 20 octobre : Charles Chevillet, dit Champmeslé, acteur et dramaturge français, mort le 22 août 1701.
- 3 novembre : Françoise Jacob de Montfleury, dite Mademoiselle d'Ennebaut, actrice française, morte le 27 mars 1708.

## Décès
- Date précise non connue :
  - John Suckling, poète et dramaturge anglais, né en 1609.